# Blade Runner (album Vangelisa)
Blade Runner – ścieżka dźwiękowa do filmu Łowca androidów autorstwa Vangelisa. Pomimo informacji w napisach końcowych filmu, dotyczącej wydania oryginalnej ścieżki dźwiękowej, w 1982 roku ukazała się tylko płyta nagrana przez New American Orchestra, zawierająca orkiestrowe interpretacje muzyki napisanej przez Vangelisa do filmu Łowca androidów. W 1989 roku na składance Vangelisa Themes po raz pierwszy opublikowano dwa utwory będące oryginalnymi nagraniami do filmu. Dopiero w 1994 roku oficjalnie ukazał się soundtrack Vangelisa. Nie zawierał on jednak wszystkich kompozycji słyszanych w filmie. Ponadto premierowo zamieszczono na nim utwory, które napisano do filmu, ale nie zostały w nim wykorzystane.
W 2007 r. muzykę tę wydano ponownie, wzbogacając zarówno kolejną partią utworów niepublikowanych, jak i nowymi kompozycjami. Wydawnictwo nosiło tytuł Blade Runner Trilogy, 25th Anniversary i składało się z 3 płyt. CD1 zawierała standardową ścieżkę dźwiękową, na CD2 znalazła się niepublikowana wcześniej dodatkowa muzyka wykorzystana w filmie, a zawartość CD3 stanowiły całkowicie nowe utwory, skomponowane z okazji 25-lecia filmu. Wśród nich znalazła się kompozycja "Spotkanie z Matką", w której Roman Polański po polsku recytował fragment wiersza Konstantego Ildefonsa Gałczyńskiego.

## Wydanie 1994
1. Main titles (3:42)
2. Blush response (5:44)
3. Wait for me (5:27)
4. Rachel's song (4:42)
5. Love theme (4:53)
6. One more kiss, dear (3:57)
7. Blade runner blues (8:52)
8. Memories of green (5:03)
9. Tales of the future (4:45)
10. Damask rose (2:33)
11. Blade runner - end titles (4:39)
12. Tears in rain (2:59)

## Wydanie 2007

### cd 2:Blade Runner Previously Unreleased & Bonus Material(43:54)
1. Longing (1:57)
2. Unveiled twinkling space (1:59)
3. Dr. Tyrell's owl (2:39)
4. At Mr. Chew's (4:47)
5. Leo's room (2:21)
6. One alone (2:22)
7. Deckard and Roy's duel (6:16)
8. Dr. Tyrell's death (3:10)
9. Desolation path (5:44)
10. Empty streets (6:16)
11. Mechanical dolls (2:52)
12. Fading away (3:31)

### cd 3:BR 25(48:13)
1. Launch approval (1:53)
2. Up and running (3:08)
3. Mail from India (3:27)
4. BR downtown (2:27)
5. Dimitri's bar (3:51)
6. Sweet solitude (6:56)
7. No expectation boulevard (6:44)
8. Vadavarot (4:14)
9. Perfume exotico (5:19)
10. Spotkanie z Matką (5:09)
11. Piano in an empty room (3:36)
12. Keep asking (1:29)